# Paratebueno
Paratebueno là một khu tự quản thuộc tỉnh Cundinamarca, Colombia. Thủ phủ của khu tự quản Paratebueno đóng tại Paratebueno Khu tự quản Paratebueno có diện tích ki lô mét vuông. Đến thời điểm ngày 28 tháng 5 năm 2005, khu tự quản Paratebueno có dân số 6404 người.